# Rechtsreferent (IHK)
Rechtsreferent (IHK) (englisch Legal Advisor (CCI)) ist gemäß § 12 FernUSG ein bundesweit staatlich zugelassenes berufsbegleitendes Fernstudium und von der IHK im Saarland zertifiziert.

## Lehrgangsziel
Das Lehrgangsziel ist die Vermittlung von juristischem Grundwissens aus den drei Hauptrechtsgebieten Strafrecht, Zivilrecht und Öffentliches Recht, sowie Arbeitsrecht, Zivilprozessrecht und Zwangsvollstreckungsrecht, um Sachverhalte unter juristischen Gesichtspunkten aufzunehmen und aufzubereiten. 
Am Ende des Lehrgangs soll der Absolvent in der Lage sein, einfache rechtliche Fragestellungen selbst zu lösen, bei komplexeren Fällen zumindest eine richtige Einordnung vornehmen zu können. Außerdem soll der Rechtsreferent in der Lage sein, das juristische Fachvokabular verstehen, um z. B. externen Rechtsanwälten präzise Aufträge zu erteilen oder diesen qualifiziert zuzuarbeiten.

## Abschluss
- Zertifikat der IHK Saarland als Rechtsreferent/in (IHK) / Legal Advisor (CCI).